# Liga Santiago de Football
La Liga Santiago de Football fue una asociación de clubes de fútbol de Chile radicada en la ciudad de Santiago. Fue fundada en 1912 como una escisión de la Asociación de Football de Santiago, y se disolvió el 19 de abril de 1927, fecha en la que, por disposición de la Federación de Football de Chile, constituida un año atrás luego de la reunificación de las entidades rectoras del fútbol chileno, pasó a integrar la Liga Central de Football, junto a la Asociación de Football de Santiago, la Liga Metropolitana y la Liga Nacional Obrera.

## Historia
En 1912, la cantidad de clubes que existían en Santiago impedían que la Asociación de Football de Santiago pudiera incluir más equipos en su campeonato, pues no se contaban con canchas suficientes para ello. Además de ello, e incumpliendo acuerdos firmados en 1906, tampoco contaba con una Segunda División.

Esta situación fue generando una diferencia entre los clubes, al punto que, en la elección de Directivos de mayo de 1912, se produjeron dos bandos, cada uno de los cuales escogió a su propio directorio.
Inicialmente cada uno de los bandos se reconoció como la auténtica Asociación de Football de Santiago, Siendo la futura Liga de Santiago dirigida por Jorge Westman, adscrita a la Football Association of Chile, de Valparaíso; mientras que la facción que continuó con el nombre de la AFS, se inscribió en la Federación Sportiva Nacional.
En mayo de 1913, el secretario del bando de la FAC, Carlos Fanta, junto a otros dirigentes, dividieron formalmente a este grupo de la Asociación Santiago, creando formalmente, el 29 de agosto de 1913, la Liga Santiago de Football.
Desde ese punto, la Liga Santiago compitió de forma independiente, hasta la reunificación del balompié santiaguino, ocurrida el 19 de abril de 1927.

## Historial
A continuación, se muestran a los campeones de la Primera Serie de la Liga Santiago de Football, que levantaron el trofeo conocido como Copa Honoris Causa.

| Temporada | Campeón            | Subcampeón                      |
| --------- | ------------------ | ------------------------------- |
| 1912      | Loma Blanca        | National Star                   |
| 1913      | National Star      |                                 |
| 1914      | Loma Blanca        |                                 |
| 1915      | Unión Chilena      | Loma Blanca                     |
| 1916      | Loma Blanca        |                                 |
| 1917      | Loma Blanca        |                                 |
| 1918      | Rancagua           |                                 |
| 1919      | Unión Chilena      |                                 |
| 1920      | Unión Chilena      | Universo                        |
| 1921      | Fábrica de Vidrios | Alianza                         |
| 1922      | Fábrica de Vidrios |                                 |
| 1923      | Santa Elena        | Loma Blanca                     |
| 1924      | Germinar           |                                 |
| 1925      | Germinar           | Fundición Atlético San Bernardo |
| 1926      | Unión Condell      |                                 |

## Palmarés
| Equipo                          | Títulos | Subcampeonatos | Años campeonatos       |
| ------------------------------- | ------- | -------------- | ---------------------- |
| Loma Blanca                     | 4       | 2              | 1912, 1914, 1916, 1917 |
| Unión Chilena                   | 3       | 0              | 1915, 1919, 1920       |
| Fábrica de Vidrios              | 2       | 0              | 1921, 1922             |
| Germinar                        | 2       | 0              | 1924, 1925             |
| National Star                   | 1       | 1              | 1913                   |
| Rancagua                        | 1       | 0              | 1918                   |
| Santa Elena                     | 1       | 0              | 1923                   |
| Unión Condell                   | 1       | 0              | 1926                   |
| Universo                        |         | 1              |                        |
| Alianza                         |         | 1              |                        |
| Fundición Atlética San Bernardo |         | 1              |                        |